# Anton Maria Anderledy

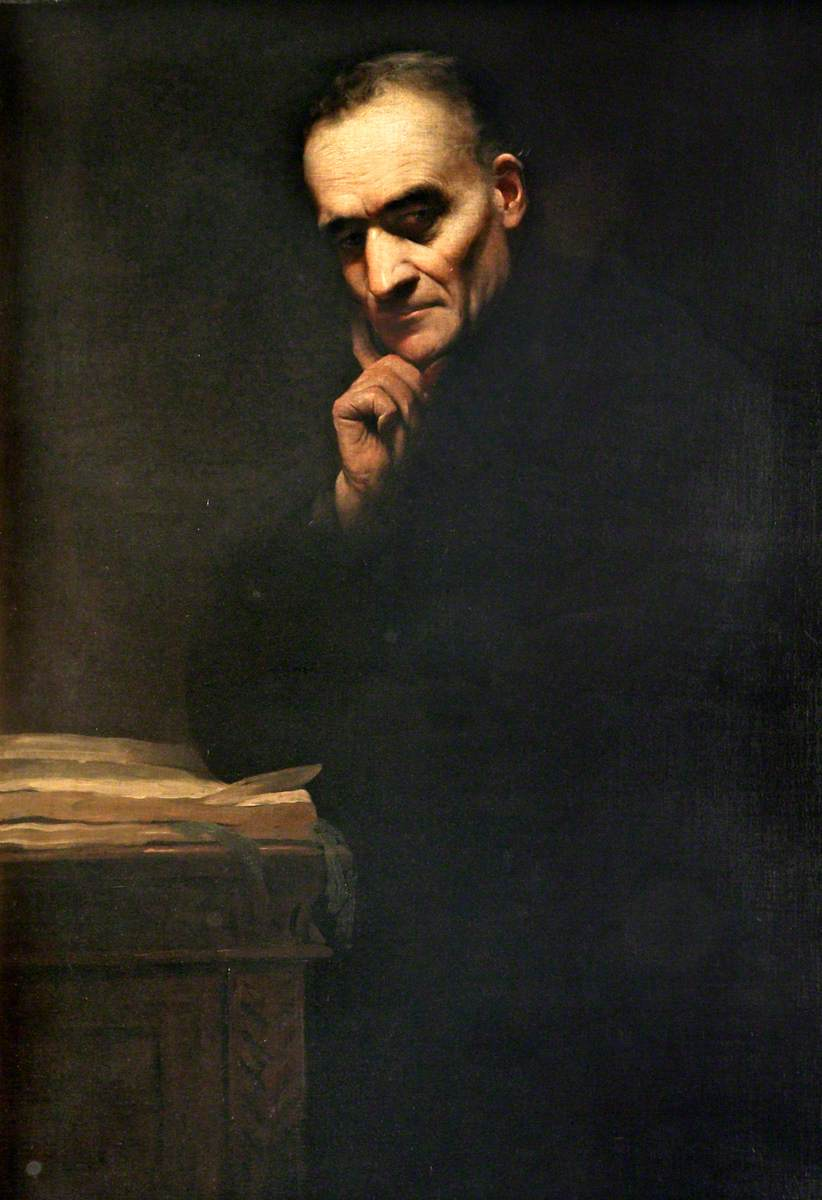
Antonius Anderledy

Anton Maria Anderledy (* 3. Juni 1819 im Weiler Berisal oberhalb Brig-Glis, Kanton Wallis; † 18. Januar 1892 in Fiesole, Toskana) war der 23. Ordensgeneral der Jesuiten.

## Leben
Anton Maria Anderledy wurde als Sohn eines Posthalters in der deutschsprachigen Schweiz geboren. Nach seiner Gymnasialzeit in Brig trat er 1838 in den Jesuitenorden ein. Nach dem Noviziat studierte er alte Sprachen, 1842–44 lehrte er am Kolleg in Freiburg im Üechtland. 1844–46 studierte er Philosophie und Theologie an den Universitäten Gregoriana, Rom und 1846–47 Freiburg (Schweiz). Nach der Niederlage der konservativen Kantone 1847 im Sonderbundskrieg und der Auflösung des Sonderbundes wurden auch die Jesuiten ausgewiesen. Er fand zuerst Zuflucht im französischen Chambéry, dann reiste Anderledy ins Piemont. Als 1848 auch hier der Jesuitenorden verboten wurde, schloss er sich einer grösseren Gruppe Jesuiten an, um in die USA zu gelangen. Dort wurde er nach St. Louis (Missouri) beordert, um dort sein Theologiestudium abzuschliessen. Am 29. September 1848 empfing er durch Erzbischof Francis Patrick Kenrick die Priesterweihe, um danach in Green Bay (Wisconsin) seelsorgerisch tätig zu werden.
Im Jahre 1851 wurde er nach Deutschland zurückberufen und leitete zwei Jahre lang Jesuitenmissionen in Bayern, im Ermland und am Niederrhein, bis er 1853 Vizerektor der theologischen Studienanstalt der Gesellschaft Jesu in Köln wurde. Sein ewiges Gelübde legte er am 26. März 1855 in Köln ab.  1856 berief man Anderledy als Rektor an das Theologische Kolleg Paderborn. 1859 avancierte er zum Provinzial des Ordens. Ab 1865 wurde er Professor der Moraltheologie in dem von ihm gegründeten Kolleg der Abtei Maria Laach, das vom Orden erworben wurde. Vier Jahre später wurde er dort Rektor.
1870 wurde er zum Assistenten des Jesuitengenerals Pierre Jean Beckx, zuständig für die deutschsprachigen Provinzen, nach Rom berufen. Nachdem er dieses wichtige Amt 13 Jahre bekleidet und sich sowohl durch Charakterfestigkeit als auch durch hohe Geistesgaben bewährt hatte, wurde er 1883 von der in Florenz versammelten Generalkongregation des Jesuitenordens zum Generalvikar mit Nachfolgerecht erwählt, dies allerdings erst nach längeren Verhandlungen und nicht ohne Widerstand seitens der romanischen Ordensmitglieder. Als 1884 Peter Beckx wegen hohen Alters als General der Gesellschaft Jesu zurücktrat, übernahm er am 4. März 1887 dessen Nachfolge, um das Amt noch fünf Jahre auszuüben.
Unter Anderledy entstanden die neuen Jesuitenmissionen in Moldawien, Pune (Indien) und El Minya (Ägypten). Die Anzahl von Jesuiten steigerte sich von 11'481 auf 13'275.